# Suzi Quatro
Susan Kay Quatrocchio, dite Suzi Quatro (née le 3 juin 1950 à Détroit, Michigan), est une chanteuse et bassiste américaine de glam rock et hard rock. Dans les années 1970, elle enregistre une série de singles qui connaissent le succès en Europe et en Australie, dont Can the Can (1973) et Devil Gate Drive (1974) atteignant la première place des ventes dans plusieurs pays.
Quatro sort son premier album éponyme en 1973. Depuis, elle compte quinze albums studio, dix compilations et un album live. D'autres chansons, dont 48 Crash, Daytona Demon, The Wild One et Your Mama Won't Like Me, sont également très appréciées à l'étranger. Après avoir endossé le rôle récurrent de la bassiste Leather Tuscadero dans la populaire sitcom américaine Happy Days, son duo Stumblin' In avec Chris Norman, du groupe Smokie, atteint la quatrième place aux États-Unis, sa seule chanson à figurer dans le Top 40 dans son pays natal.

## Biographie

### Jeunesse
Fille d'un musicien de jazz de Détroit, Michigan, Suzi tape, dès ses huit ans, sur des bongos dans l'orchestre de jazz de son père. À cette époque, son entourage la considère déjà comme un garçon manqué. En 1964, à l'âge de 14 ans, elle assiste avec ses sœurs à un concert des Beatles, et les filles décident à la fin de la soirée de monter un groupe rock.

### The Pleasure Seekers et Cradle
Groupe de rock entièrement féminin, The Pleasure Seekers est formé en mai 1964 par Patti, l'aînée de 17 ans de la famille Quatrocchio. Le quintet comprend également ses deux jeunes sœurs : Suzi et Arlene Quatrocchio ainsi que deux autres musiciennes: Darline Arnone et Sherry Hammerlee. La carrière des Pleasure Seekers va durer 5 années durant lesquelles le groupe joue régulièrement dans différents clubs de Détroit et entame une tournée à travers les États-Unis. Pourtant, victime de préjugés sexistes (le rock reste l'apanage des hommes), la renommée des Pleasure Seekers ne dépasse pas la région de Détroit, et le groupe sort seulement deux 45 tours, aujourd'hui très recherchés.
En 1969, le style musical des Pleasure Seekers évolue vers le hard rock et le groupe se rebaptise Cradle. Le groupe est désormais un quartet avec toujours Patti, Suzi, et Darline Arnone, tandis qu'Arlène - qui devient manageuse du groupe - est remplacée par sa sœur Nancy. Cradle enchaine alors les tournées à travers les États-Unis et participe à de nombreux festivals, sans pour autant sortir de disques. En 1970, Cradle va même participer à une tournée des bases de l'armée américaine au Viêt Nam.

### Débuts de carrière solo
En 1971, le producteur britannique Mickie Most se rend à Détroit pour enregistrer le guitariste britannique Jeff Beck. Il assiste à un concert de Cradle et repère cette petite bassiste, toute de cuir vêtue, qui joue sur scène avec une attitude très agressive. Most propose alors à Suzi de l'accompagner en Angleterre où il la persuade qu'une carrière solo prometteuse l'attend. La jeune fille, qui a alors 21 ans, accepte finalement de quitter Cradle pour partir s'installer en Angleterre à la fin de l'année 1971. Arrivée à Londres, qui est alors submergée par la vague du glam rock, elle retrouve Mikie Most qui la fait signer dans son label discographique RAK Records et elle prend comme nom de scène Suzi Quatro.

### Sweet

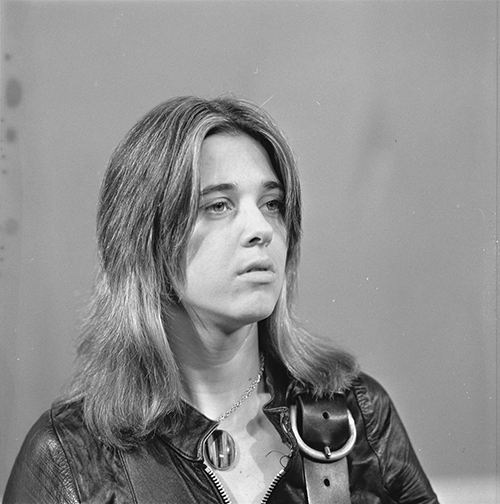
Suzi Quatro en 1973.

Prise en main par les compositeurs-producteurs Mike Chapman et Nicky Chinn (responsables, entre autres, des principaux succès du groupe de glam rock Sweet), elle connaît le succès avec la sortie en (1973) des singles 48 Crash et surtout Can the Can. Dès ce moment, sa carrière décolle en Angleterre mais aussi dans d'autres pays européens. Elle classe au total 16 titres dans les hit-parades britanniques entre 1973 et 1983.
À partir de 1975, le glam rock étant passé de mode, sa musique devient plus agressive (Your Mamma Won't Like Me, 1976), puis commerciale et perd de sa substance. Des albums inégaux voient le jour, mais tous ont un bon accueil. Son seul gros succès aux États-Unis est Stumblin' In en duo avec Chris Norman en 1979. Ce titre est enchaîné par son dernier tube, She's in love with you (1979). Son seul album solo des années 1980 est Main Attraction qui ne connait aucun succès malgré ses qualités. Elle met sa carrière de chanteuse de rock de côté en 1983 après la naissance de son premier enfant.
Elle se lance dans une carrière de chanteuse de comédies musicales, actrice puis animatrice radio. Elle joue le rôle de Leather Tuscadero dans la série TV Happy Days (Les Jours heureux), fait une apparition dans la série Mission casse-cou en France et dans l'épisode trois de la deuxième saison de Arme et charme au Canada (Dempsey and Makepeace au Royaume-Uni), puis anime une émission musicale sur la radio BBC Radio 2.
Les derniers albums sont Oh Suzi Q (1991), qui rencontre un petit succès en Allemagne, What Goes around (1996, sauf 1995 en Australie) un ré-enregistrement désastreux de ses tubes avec quatre nouveaux titres, et Unrelessed Emotions (1998), une publication tardive de l'album enregistré en 1983. Avec un nouvel album paru vers février-mars 2006, Suzi Quatro reprend le chemin de la scène qu'elle n'a jamais vraiment quittée. Il reste encore deux albums jamais parus.
Elle a beaucoup d'influence sur le rock féminin, et Joan Jett affirme l'avoir prise pour modèle. En effet, Suzi Quatro est l'une des premières femmes rockeuses « agressives ». Elle est également une des rares femmes faisant référence dans le style musical appelé glam rock.

### Indépendance

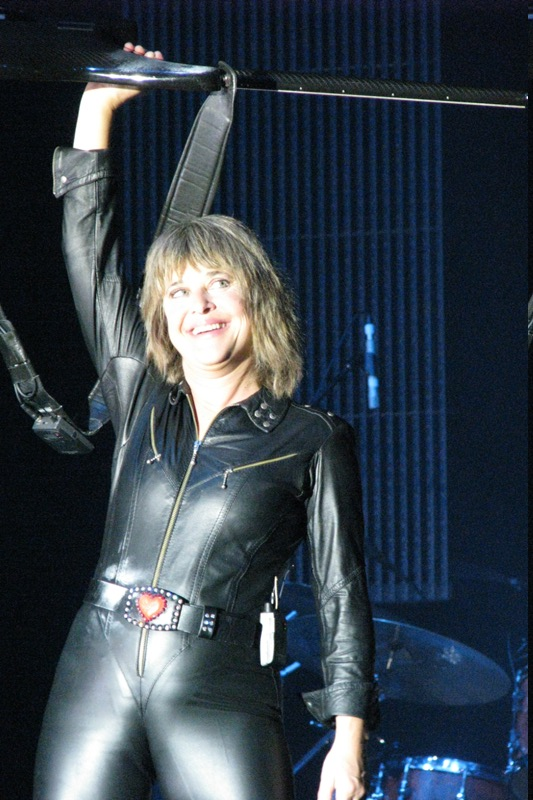
Suzi Quatro en 2007.

Après la fermeture de Dreamland Records en 1981, Quatro se retrouve sans label.
À cette époque, Quatro enregistre un nouvel album qui est mis de côté jusqu'en 1997, date à laquelle il est publié sous le nom de Unreleased Emotion. Suzi Quatro revient brièvement à l'enregistrement de deux autres singles, I Go Wild en 1984, et en 1985, son single Tonight I Could Fall in Love / Good Girl (Looking for a Bad Time) atteint la 140e place des charts britanniques.
Vers 2005, un documentaire retraçant la vie de Suzi Quatro, Naked Under Leather, du nom d'un bootleg de 1975 enregistré au Japon, réalisé par un ancien membre des the Runaways, Victory Tischler-Blue, est réalisé, mais jamais publié,. En février 2006, Quatro sort Back to the Drive, produit par le guitariste des Sweet Andy Scott. La chanson titre de l'album est écrite par son ancien collaborateur, Chapman. En mars 2007, Quatro sort une reprise de la chanson Desperado des Eagles, suivie de la publication de son autobiographie, Unzipped. À cette époque, Suzi compte 50 millions d'exemplaires vendus.
En avril 2013, elle se produit en Amérique pour la première fois depuis plus de 30 ans, aux Detroit Music Awards, où elle reçoit le Distinguished Lifetime Achievement Award, qui lui est remis par sa sœur Patti. En 2017, Suzi Quatro sort son seizième album studio soutenu par Andy Scott de Sweet à la guitare et Don Powell de Slade à la batterie.
En août 2023, Quatro sort un album de duos avec KT Tunstall intitulé Face to Face. Après avoir découvert qu'ils étaient des fans communs l'un de l'autre, ils sont mis en contact par un ami commun.

## Distinctions
En 2011, Suzi Quatro est intronisée au Michigan Rock and Roll Legends Hall of Fame. En octobre 2016, Quatro reçoit un doctorat honorifique en musique de l'université Anglia Ruskin, Cambridge, Royaume-Uni, aux côtés de Wilko Johnson du groupe Dr. Feelgood. Le 15 août 2019, un film australien sur la vie de Suzi Quatro est présenté en première à Melbourne, Victoria. Suzi Q est considéré comme le premier documentaire officiel jamais publié sur elle.
En 2020, Quatro reçoit l'Icon Award du Women's International Music Network.

## Discographie

### Albums studio
- 1973 : Suzi Quatro
- 1974 : Quatro
- 1975 : Your Mama Won't Like Me
- 1977 : Aggrophobia
- 1978 : If You Knew Suzi
- 1979 : Suzi ... And Other Four Letter Words
- 1980 : Rock Hard
- 1982 : Main Attraction
- 1998 : Unreleased Emotion
- 2006 : Back To the Drive
- 2011 : In the Spotlight
- 2019 : No Control
- 2021 : The Devil in Me

### Albums live
- 1977 Live and Kickin

### Compilations
- 1975 : Golden Hits
- 1981 : 18 Greatest Hits
- 1986 : Suzie Quatro Gold Collection
- 1990 : The Wild One, the Greatest Hits
- 1991 : Oh Suzi Q
- 1995 : What Goes Around
- 1999 : Greatest Hits
- 2002 : Wake Up Little Suzi
- 2004 : A's, B's & Rarities
- 2022 : The Rock Box 1973-1979: The Complete Recordings (Coffret 7CD + 1DVD)

### Bande-son
- 1986 : Annie Get Your Gun

### Singles
- 1972 : Rolling Stone
- 1973 : Glycerine Queen
- 1973 : Can the Can
- 1973 : 48 Crash
- 1973 : Daytona Demon
- 1974 : Devil Gate Drive
- 1974 : Too Big
- 1974 : The Wild One
- 1975 : Your Mamma Won't Like Me
- 1975 : I Bit off More than I Could Chew
- 1975 : I May Be too Young
- 1976 : Tear Me Apart
- 1977 : Roxy Roller
- 1978 : If You Can't Give Me Love
- 1978 : The Race Is on
- 1978 : Stumblin' In (en duo avec Chris Norman)
- 1979 : She's in Love with You
- 1980 : Mama's Boy
- 1980 : I've Never Been in Love
- 1984 : I Go Wild
- 1985 : Tonight I Could Fall in Love
- 1988 : We Found Love
- 1989 : Baby You're a Star
- 1991 : Kiss me Goodbye
- 1991 : The Great Rock'n Roll House Party
- 1992 : I Need Your Love (avec Chris Norman)
- 1993 : Fear of the unknown
- 1994 : If I Get Lucky
- 1996 : What Goes Around